# 津市コミュニティバス (白山地域)

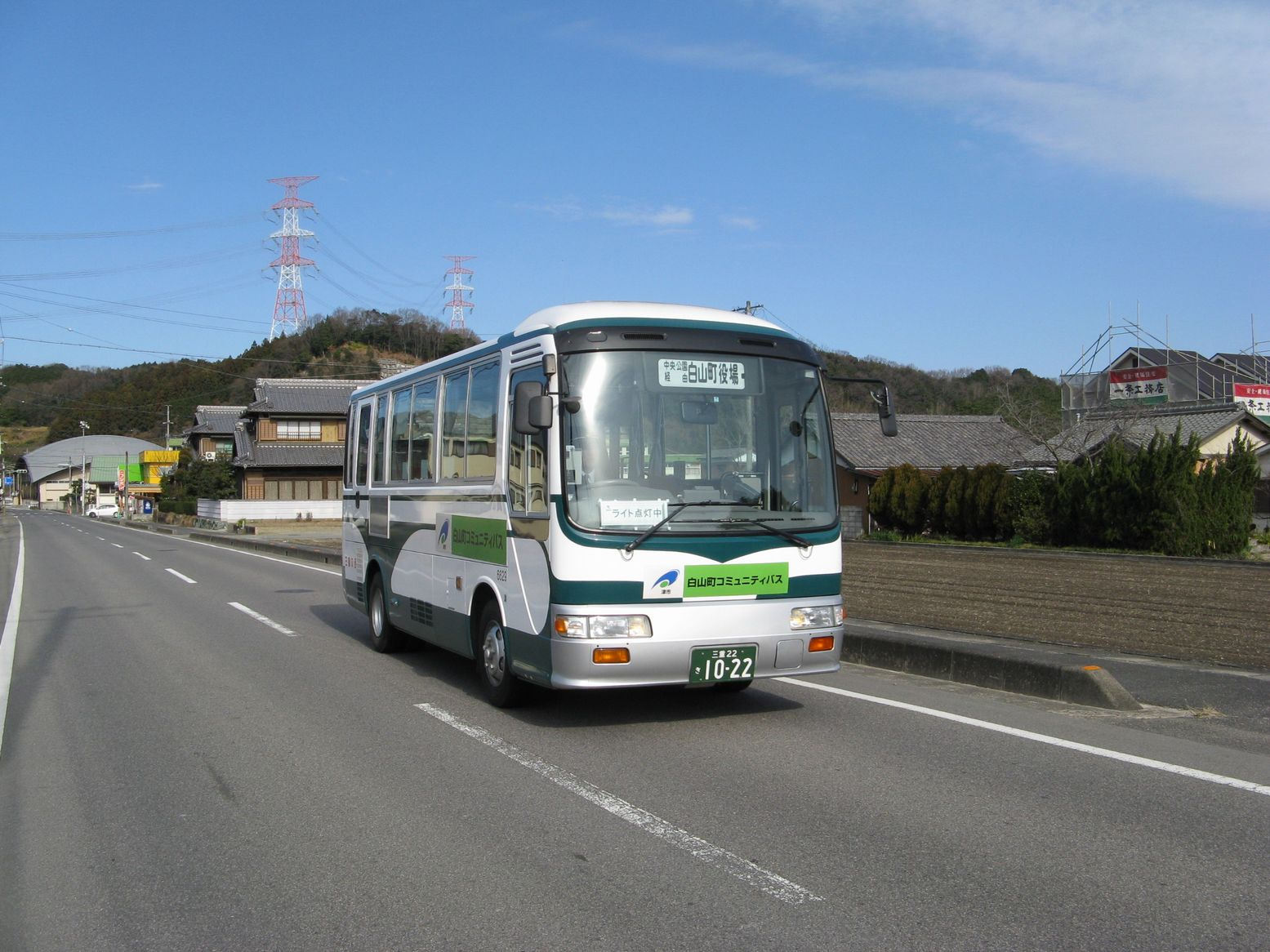
白山中学校付近を走行する津市コミュニティバス（※画像は白山町当時）

津市コミュニティバス（白山地域）（つしコミュニティバスはくさんちいき）では、三重県津市の旧白山町域を運行するコミュニティバスについて説明する。

## 概要
- 運賃は「運賃制度」を参照。
- 当路線は曜日指定運行（後述）を含むが、年末年始（12月29日から翌年1月3日）は運休する。
- 当路線は三重交通が受託運行する。
- 路線情報は2022年4月時点のものを記載した。

## 歴史
- 1986年（昭和61年）5月1日 - 白山町町民バス運行開始。
- 1998年（平成10年）4月1日 - 路線を再編。運賃を大人250円均一に改定。
- 2006年（平成18年）1月1日 - 白山町は津市へ合併。白山町コミュニティバスとなる。
- 2010年（平成22年）4月1日 - 市内各地域で運行しているコミュニティバスの運賃や運行形態の格差を是正するため、見直しを実施。津市コミュニティバスの一部となる。運賃を大人200円均一に改定。コースを変更。
- 2013年（平成25年）4月1日 - 丹生俣ルート・川上ルートの全便が一志病院に乗り入れるのに伴い、立町 - 竹原間を休止。マックスバリュ川口店への直接乗り入れを開始（営業時間帯のみ）。

## 運賃制度
運賃
- 大人200円、小人（小学生）100円。

※全区間共通。未就学児（幼児・乳児）は無料。なお、障害者手帳等の交付者とその介護者は半額、（津市オリジナルICカードの）シルバーエミカ所有者は無料となる（※津市内に住む65歳以上の方のみ）。
回数券
下記の3種を扱っている。
- 2,000円（200円券 12枚綴り）
- 1,000円（100円券 12枚綴り）
- 500円（50円券 12枚綴り）

※津市本庁舎交通政策課、各総合支所地域振興課、白山地域および美杉地域の各出張所で販売。
定期券
3カ月用と1カ月用を扱っている。
- 大人（中学生以上） - 3カ月：14,000円、1カ月：5,000円
- 小人（小学生のみ） - 3カ月：7,000円、1カ月：2,500円

※津市本庁舎交通政策課、各総合支所地域振興課、白山地域および美杉地域の各出張所で販売。

## 現行路線
一志病院で主に旧美杉村を走る丹生俣ルート・川上ルートに乗換え可能。

### 八対野・大三ルート
年末年始を除く毎日運行（※文化センター - 榊原温泉口駅間は、月曜・水曜・金曜のみ運行）。
- （榊原車庫前 - 白雲荘前 - ）榊原温泉口駅 - 倭駐在所前（） - （グリーンタウン - ）成願寺前 - 八対野3区 - 算所 - 藤 - 家城小学校前 - 一志病院
- 文化センター - 大三小学校前 - 大三駅前 - マックスバリュ（白山店） - 倭駐在所前（） - 榊原温泉口駅 - 倭駐在所前（） - グリーンタウン - 成願寺前 - 八対野3区 - 下司名（） - 藤 - 家城小学校前 - 一志病院（ → 白山高校前 → 家城駅前）

注記
- 榊原車庫前 - 榊原温泉口駅間は2往復のみ、一志病院 → 家城駅前間は朝に片道1便のみそれぞれ運行する。なお、一志病院方面行きの一部はグリーンタウンを経由しない。

### 福田山・川口・三ヶ野ルート
月曜・水曜・金曜は下記の経路で運行。
- 上福田山 - （わかすぎの里 - ）藤 - 家城小学校前 - 一志病院 - 白山高校前 - 家城駅前 - マックスバリュ（川口店） - 関ノ宮 - 白山総合支所前 - 白山中学校前 - 川口小学校前 - 川口駅前 - 山出 - マックスバリュ（白山店） - 大三駅前 - 大三小学校前 - 文化センター - 大三神社前 - 三ヶ野殿垣内 - 文化センター

注記
- 上福田山方面からの便はすべて、白山総合支所前または白山中学校前で終点となるため、川口駅前・大三駅前・文化センター方面は乗継ぎが必要となる。
- 「上福田山 - 白山中学校前」、「マックスバリュ（川口店） - 文化センター」、「白山総合支所前 → 文化センター」の各区間のみを運行する便が混在する。
- 上福田山方面からの便の一部は、わかすぎの里を経由しない。

火曜・木曜は下記の経路に変更。
- 上福田山 - （わかすぎの里 - ）藤 - 家城小学校前 - 一志病院 - 白山高校前 - 家城駅前 - マックスバリュ（川口店） - 関ノ宮 - 白山総合支所前 - 白山中学校前 - 中央公園前 - 倭駐在所前（） - 榊原温泉口駅

注記
- 「一志病院 - 榊原温泉口駅」のみを運行する便が2往復設定されている。
- 上福田山方面からの便の一部は、わかすぎの里を経由しない。

## 過去路線

### 家城ルート
- 榊原温泉口駅 - 南出 - 算所 - 藤 - 一志病院
- 榊原温泉口駅 - グリーンタウン - 八対野 - 算所 - 藤 - 一志病院

### 城立・福田山ルート
- 榊原温泉口駅 - グリーンタウン - 八対野 - 算所 - 白山総合支所前 - 関ノ宮 - 家城 - 一志病院
- 榊原温泉口駅 - グリーンタウン - 八対野 - 算所 - 白山総合支所前 - 関ノ宮 - 家城 - 一志病院（ - 藤 - 城立 - 大原 - 上福田山）

### 循環三ヶ野ルート
- 榊原温泉口駅 - 大三駅前 - 文化センター - 三ヶ野宮の前 - 白山台 - 大三駅前 - 榊原温泉口駅

## 車両
- 日野・リエッセ